# Sébastien Turgot
Sébastien Turgot (ur. 11 kwietnia 1984 w Limoges) – francuski kolarz szosowy i torowy, zawodnik profesjonalnej drużyny Ag2r-La Mondiale. Do zawodowego peletonu należy od 2008.

## Najważniejsze zwycięstwa i sukcesy
2007
- 1. miejsce w Les 3 Jours de Vaucluse
- 1. miejsce na 4. etapie Tour de Bretagne Cycliste

2008
- 3. miejsce w Paryż-Tours
- 1. miejsce w mistrzostwach Francji na torze (jazda druż. na dochodzenie)
- 1. miejsce w mistrzostwach Francji na torze (madison)

2010
- 1. miejsce na 2. etapie Driedaagse van De Panne-Koksijde

2012
- 2. miejsce w Paryż-Roubaix

2013
- 10. miejsce w E3 Prijs Vlaanderen
- 8. miejsce w Ronde van Vlaanderen
- 10. miejsce w Paryż-Roubaix